# 오가와촌 (아이치현 지타군)
오가와촌(緒川村)은 아이치현 지타군에 설치되었던 촌이다. 현재의 히가시우라정에 해당한다.